# 帕夫洛·拉扎连科

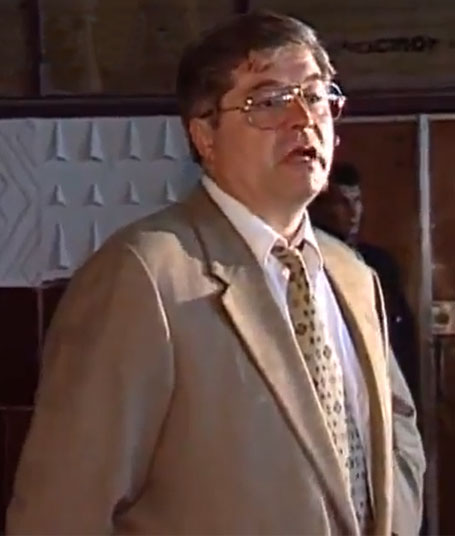
拉扎连科

帕夫洛·伊万诺维奇·拉扎连科（羅馬化：Pavlo Ivanovych Lazarenko；1953年1月23日—）1996年5月28日至1997年7月2日任乌克兰总理。生于前苏联第聂伯罗彼得罗夫斯克州希羅凱區。
拉扎连科1995年被总统库奇马任命为乌克兰能源部长，1996年升任总理，1997年被解职后当选乌克兰议会议员，并领导和发起反对库奇马的运动。后来，乌检察机关曾以滥用职权、非法开设海外银行账户和贪污等罪名对他提出诉讼。1998年底，拉扎连科因涉嫌洗钱在企图逃离瑞士时被捕。
1999年2月，拉扎连科逃亡美国，企图寻求政治避难，但美国政府却应乌克兰和瑞士的要求，逮捕了拉扎连科。2000年6月，美国政府以通过美国银行洗钱、勒索、欺诈和转移盗窃财产等罪名对拉扎连科提起诉讼。2004年6月，美国一个联邦陪审团裁定拉扎连科有罪，他缴纳8600万美元保释金后获得保释，但仍受美国当局监视。2006年8月25日，美国加利福尼亚州旧金山联邦地区法院以洗钱、欺诈和勒索等罪名，判处拉扎连科9年监禁，并处以1000万美元罚金。他現在居住在美國等待他的移民案子審理中。